# Olympische Sommerspiele 1972/Teilnehmer (Nicaragua)
| Gelbes Symbol für Goldmedaillen mit stilisierten Olympischen Ringen | Graues Symbol für Silbermedaillen mit stilisierten Olympischen Ringen | Braundes Symbol für Bronzemedaillen mit stilisierten Olympischen Ringen |
| ------------------------------------------------------------------- | --------------------------------------------------------------------- | ----------------------------------------------------------------------- |
| —                                                                   | —                                                                     | —                                                                       |

Nicaragua nahm an den Olympischen Sommerspielen 1972 in München mit einer Delegation von acht Athleten (sieben Männer und eine Frau) an zehn Wettkämpfen in drei Sportarten teil. Es konnte keine Medaille gewonnen werden. Fahnenträger bei der Eröffnungsfeier war der Leichtathlet Donald Vélez.

## Teilnehmer nach Sportarten

### Boxen
- Salvador Miranda
- René Silva

### Judo
- Erwin García

### Leichtathletik
| Männer - Rodolfo Gómez - Francisco Menocal - José Esteban Valle - Donald Vélez | Frauen - Russel Carrero |